# Bart Veldkamp
Bart Veldkamp, född 22 november 1967 i Haag, är en nederländsk, sedermera belgisk före detta skridskoåkare. Hans största framgång är guldet vid OS 1992 i Albertville på 10 000 m, en bedrift som gjorde att han blev utnämnd till Årets idrottsman i Nederländerna. Veldkamp har dessutom två olympiska bronsmedaljer. Han var starkt specialiserad på de längre distanserna, men lyckades ändå vinna medaljer vid allround-VM, anmärkningsvärt nog med så stort mellanrum som 11 år (både 1990 och 2001).
Eftersom konkurrensen inom nederländsk skridsko var så stor under 1990-talet, insåg Veldkamp att det skulle bli för svårt att kvala in bland det begränsade antal platser som landet hade till sitt förfogande vid mästerskap. Veldkamp bytte därför 1994 till belgiskt medborgarskap, eftersom skridskokonkurrensen i det landet var närmast obefintlig. Som tävlande för Belgien slog han världsrekord på 5000 m vid OS 1998 i Nagano, men rekordet slogs senare i samma tävling av Veldkamps tidigare lagkamrater Rintje Ritsma och Gianni Romme. Veldkamp fick dock med sig ett brons.
Veldkamps långa karriär sträckte sig ända till OS 2006 i Turin, där han dock inte nådde några framgångar. Han avslutade karriären efteråt, och började istället som expertkommentator för det nederländska TV-bolaget NOS.